# 古林肯比
古林肯比（Gullinkambi），北歐神話中的一隻黑色大公雞，牠有黃金色的雞冠，所以他的名字就是「金冠」（golden comb）的意思。當牠開始啼叫的時候，另一隻公雞法亞拉（Fjalar）也會啼叫呼應。牠們的啼叫就是為了提醒所有人最後戰鬥「諸神的黃昏」已經到來。